# Teatro Puerta del Sol
El Teatro Puerta del Sol fue uno de los primeros cines del Ecuador. Ubicándose en el Centro Histórico de Quito, se lo inauguró el 12 de septiembre de 1914 como parte de la primera cadena de cines quiteña, la cual incluía al Teatro Variedades, Teatro Popular y el Cine Royal Edén.

## Historia
La construcción del ferrocarril trajo consigo a la industria cinematográfica al Ecuador. Por facilitar la movilización humana y de mercancía, visionarios del cine emprendieron en el Ecuador. Uno de ellos fue Jorge Cordovez Chiriboga, quien estableció cuatro cines en Quito, Variedades, Popular, Puerta del Sol y Royal Edén, abriendo sus puertas todos en 1914.
El Puerta del Sol se emplazó en la avenida 24 de Mayo, calle que había nacido por obra del gobierno liberal y del alcalde de Quito Francisco Andrade Marín, que rellenaron la quebrada de Jerusalén o de los Gallinazos a principios de 1900. El proyecto estatal tenía como finalidad celebrar el centenario del Primer grito de la independencia el 10 de agosto de 1909 y el centenario de la batalla de Pichincha el 24 de mayo de 1922 levantando un bulevar. Otra de las calles es la Imbabura, de mucha tradición, puesto que por ahí desfilaban las marchas fúnebres por comunicar con el Cementerio de San Diego. De tal forma, la designación del sitio en donde fue edificado el Puerta del Sol resultaba estratégico.
En razón de la inversión pública y privada, el sector de la 24 de Mayo se activó habitacional y comercialmente, siendo el Puerta del Sol un referente del lugar. Las instalaciones del cine no solo estuvieron destinadas a la proyección de películas, sino también a bailes de máscaras, pistas de patinaje y espectáculos teatrales. 
Mientras se proyectaba uno de sus largometrajes, el 25 de julio de 1919 ocurrió un incendio en la edificación, sumándose a la lista de teatros que sufrieron este percance, como el Teatro Olmedo y  Teatro Bolívar.
En 1933 el Puerta del Sol fue adquirido por la Empresa de Teatros y Hoteles de Quito. La explosión de la Época de Oro del cine mexicano hizo que el mayor repertorio de películas en español sean las protagonizadas por Jorge Negrete, María Félix, Pedro Infante, Tin Tan y Cantinflas. Otro género importante de sus funciones eran las películas cristianas con ocasión de la Semana Santa. 

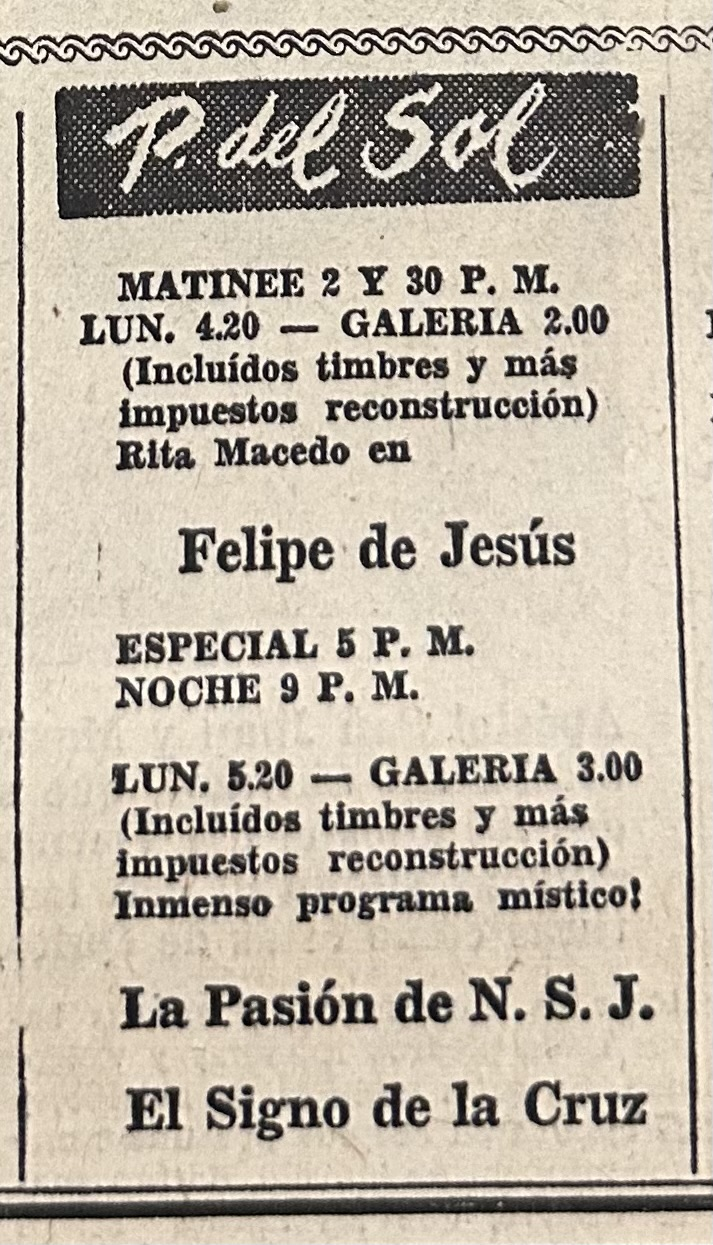
Publicidad de la cartelera del Puerta del Sol en el periódico El Comercio de 23 de marzo de 1951.

Obras de ingeniería civil que privilegiaron al automóvil antes que al peatón, como el viaducto de la 24 de Mayo, la avenida Mariscal Sucre con los túneles de San Diego, San Roque y San Juan, el declive de la avenida por sus conflictos sociales, el gradual despoblamiento del casco colonial, junto con la alta competencia en el negocio del cine y la popularización del VHS, hicieron que el Puerta del Sol cerrara en 1980, pasando el edificio a albergar un consultorio médico, para luego nuevamente cambiar de propietario en 2001, esta vez el Municipio de Quito, que entre sus planes estaba crear un conjunto habitacional a costas de su demolición. Tal proyecto se frustró, dado que manos particulares compraron al gobierno local la edificación en el año 2002 para evitar su destrucción. La empresa privada ocupó el antiguo escenario del cine para conciertos musicales desde 2004 hasta 2008, fecha en la que se vuelve a cerrar el Puerta del Sol.
Desde 2024 es sede de un centro de investigación y difusión académica, Puerta del Sol campus, que para ser autosustentable alquila uno de sus salones para eventos y ha hecho ocupar otras áreas del edificio a establecimientos comerciales.

## Galería

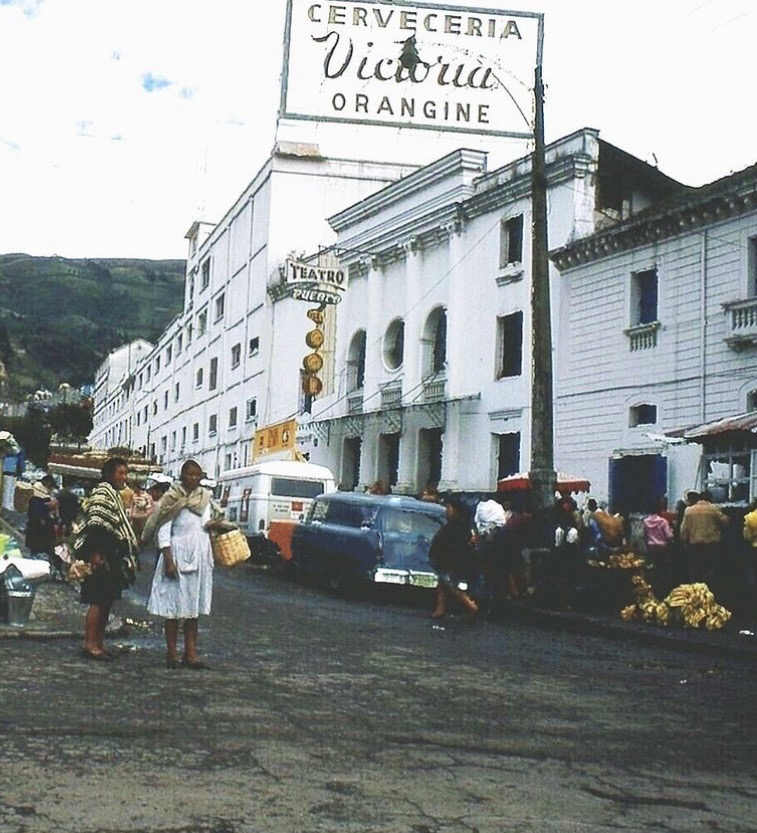
El Puerta del Sol es un lugar icónico del Centro Histórico de Quito
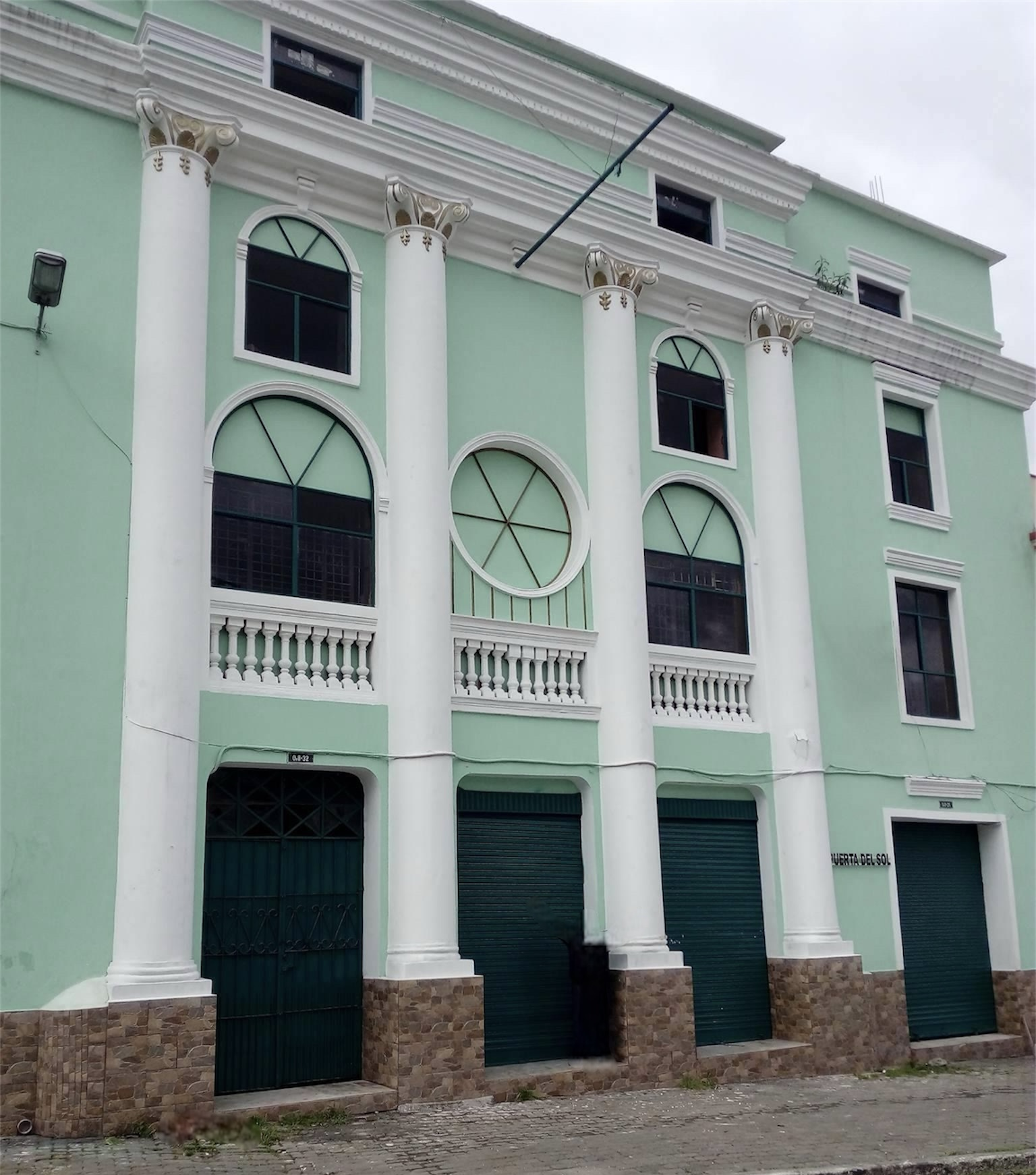
Teatro Puerta del Sol en 2017
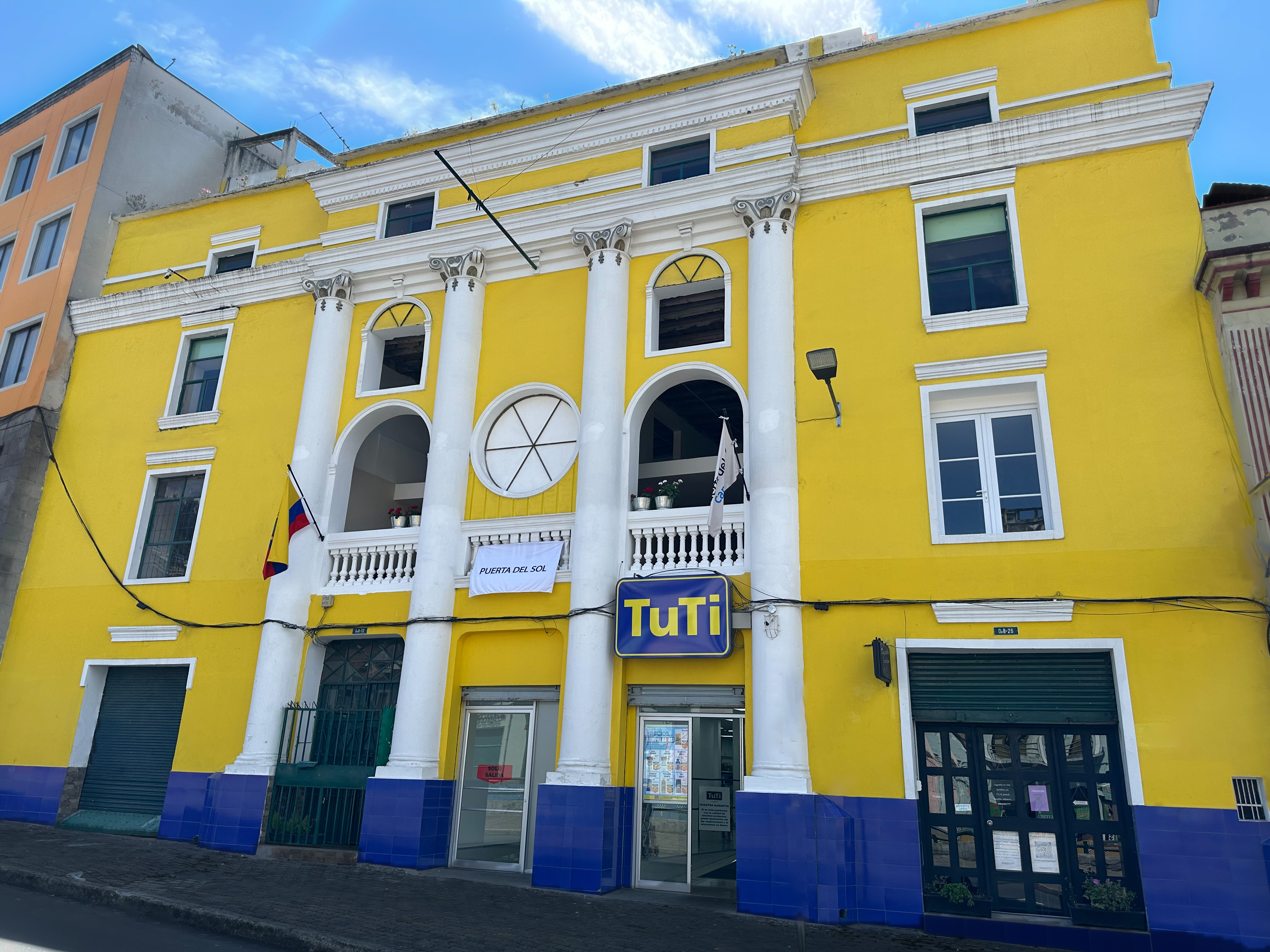
Puerta del Sol campus
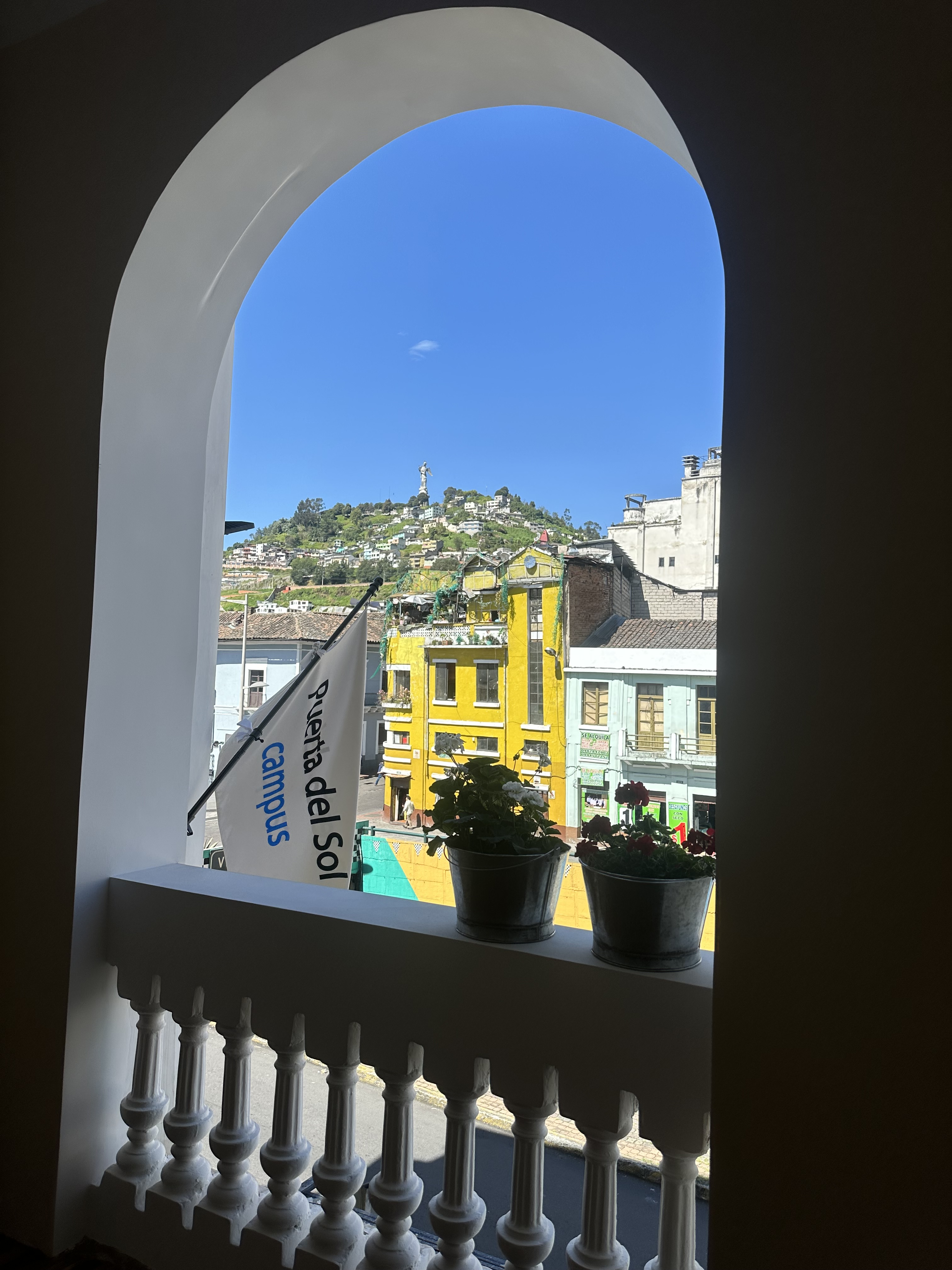
Vista desde el balcón del Puerta del Sol